# Vida Guerra

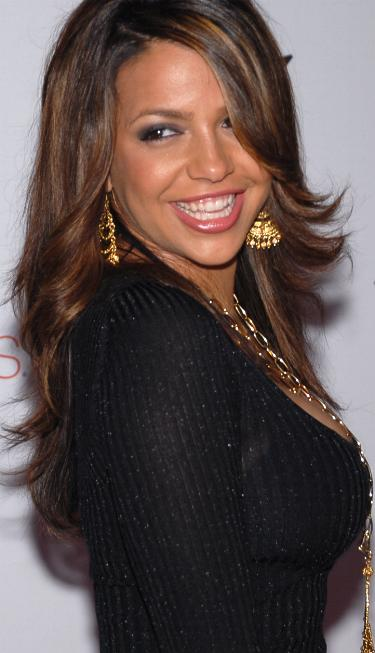
Vida Guerra

Vida Guerra (* 19. März 1974 in Havanna) ist ein kubanisches Bikinimodel, das sich oft in Bademode oder Reizwäsche ablichten lässt. Der Öffentlichkeit bekannt wurde sie durch Fotoaufnahmen für die U.S.-Edition der FHM, seitdem modelte sie für zahlreiche Männermagazine, unter anderem für Maxim.
Sie tritt oft im spanischen Fernsehen auf.

## Biografie
Geboren in Kuba, zog Vida Guerra mit ihrer Familie bald darauf in die USA, wo sie sich in der Stadt Perth Amboy in New Jersey niederließen. In Interviews erwähnte Guerra, dass sie wegen der ungewöhnlichen Größe ihres Hinterns früher oft gehänselt wurde. In ihrer Jugend führte sie in einigen Laufsteg-Shows Bademode vor und trat auch gelegentlich in Musikvideos in Erscheinung. Beruflich verdiente sie zunächst aber ihren Lebensunterhalt als Kreditsachbearbeiterin.
Ihre Modelkarriere begann, als sie einige Fotos für die Rubrik „Honey Next Door“ an die Zeitschrift FHM Magazin schickte. Das Magazin berichtete später, dass nach Veröffentlichung der Aufnahmen fast ein Drittel der eingegangenen Post von Lesern stammte, die mehr Fotos der nur 155 cm großen Dame sehen wollten. Sie wurde für weitere Fotoaufnahmen gebucht und daraufhin zum „FHM-Model des Jahres 2004“ gewählt. Seitdem war sie auf den Covers sowie Innenseiten vieler Magazine zu sehen, unter anderen in DUB, Smooth, Escape und Open Your Eyes.
Ebenso hatte sie mehrere Auftritte in verschiedenen spanischsprachigen Fernsehprogrammen wie zum Beispiel El Gordo y La Flaca („Der Dicke und die Dünne“). Guerra wurde nun auch zu einem regelmäßigen Gast in Musikvideos, mit Gastauftritten z. B. in Shake Your Tailfeather (von P. Diddy, Nelly und Murphy Lee aus dem Soundtrack zu Bad Boys II), in Workout Plan (von Kanye West) und anderen.
Außerdem erschien sie in Burger Kings Tendercrisp-Bacon-Cheddar-Ranch-Werbespot und einigen Sketches der Chappelle’s Show, wie zum Beispiel die berüchtigten „Piss On You“-Videos (eine Parodie auf das Sex Tape von R. Kelly).
Auch als Schauspielerin betätigte sich Guerra und übernahm die Rolle der Violet in der Komödie College Animals 2.
Im April 2005 wurde angeblich Guerras Fotohandy gehackt, worauf sich Dutzende ihrer Fotos, inklusive Nacktaufnahmen, rasch im Internet verbreiteten.
Im Juli 2006 schließlich war Guerra das Covergirl des US-amerikanischen Playboys und im Heft befand sich eine neunseitige Bilderstrecke mit magazintypischen Motiven.
Guerra wurde 2005 auf Platz 26 und 2017 auf Platz 89 in der Liste der „FHM Top 100 Sexiesten Frauen“ gewählt und ist zweifache Gewinnerin des „Bester Hintern“-Awards des Magazins.